# Desselbrunn
Desselbrunn är en ort och kommun i Österrike. Den ligger i distriktet Vöcklabruck i förbundslandet Oberösterreich, 190 kilometer väster om huvudstaden Wien. 
Kommunen består av 17 orter (Ortschaften) (inom parentes invånarantal 1 januari 2024):

- Berg (15)
- Brauching (30)
- Bubenland (117)
- Desselbrunn (436)
- Deutenham (94)
- Edt (16)
- Fallholz (248)
- Feldham (28)
- Haus (22)
- Hofstätten (10)
- Hub (34)
- Oberhaidach (13)
- Sicking (208)
- Traunwang (75)
- Unterhaidach (27)
- Viecht (303)
- Windern (266)